# Valbuena de Pisuerga
Valbuena de Pisuerga es un municipio de la provincia de Palencia, en la comunidad autónoma de Castilla y León, en España.

## Geografía
Tiene un área de 28,97 km². En su término municipal comprende también las pedanías de San Cebrián de Buena Madre y Casas del Monte Polanco (despoblado).

## Historia

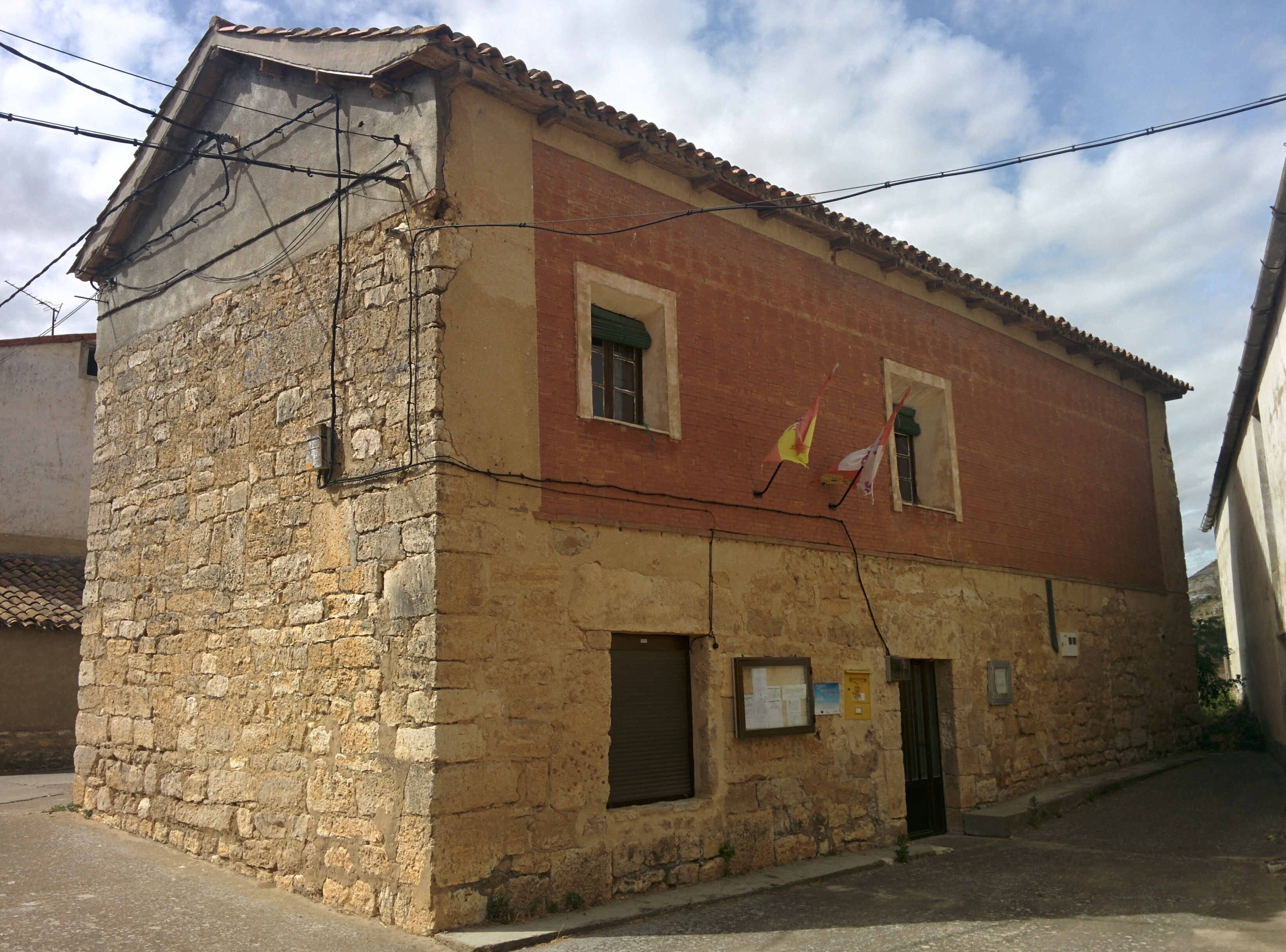
Casa consistorial

Lugar que formaba parte, en su categoría de pueblos solos, del Partido de Castrojeriz, uno de los catorce que formaban la Intendencia de Burgos, durante el periodo comprendido entre 1785 y 1833, en el Censo de Floridablanca de 1787, jurisdicción de realengo con alcalde pedáneo.

## Geografía humana

### Demografía
Cuenta con una población de 52 habitantes (INE 2024).
| Gráfica de evolución demográfica de Valbuena de Pisuerga entre 1842 y 2021 |
| |
| Población de derecho según los censos de población del INE Población de hecho según los censos de población del INEEn este censo se denominaba Valbuena de Río Pisuerga: 1842 Entre el censo de 1857 y el anterior, crece el término del municipio porque incorpora a 345104 (San Cebrián de la Buena Madre) |

| 1900 | 1910 | 1920 | 1930 | 1940 | 1950 | 1960 | 1970 | 1981 | 1991 | 2001 | 2011 |
| 313  | 217  | 280  | 325  | 320  | 361  | 277  | 160  | 102  | 73   | 77   | 57   |

## Patrimonio
Iglesia de San Martín de Tours: Segunda mitad del siglo XVII, una nave con bóveda de arista, espadaña de piedra.